# Carlos Vermut
Carlos Vermut est un illustrateur, réalisateur et scénariste espagnol né en 1980 à Madrid.

## Biographie
Après des études d'art à l'école Número Diez de Madrid, il dessine pour El Mundo et publie des bandes dessinées : El banyán rojo, Psicosoda, ou encore Plutón BRB Nero, la venganza de Maripili d'après la série télé d'Álex de la Iglesia. Il réalise plusieurs courts-métrages à partir de 2009 puis, de manière indépendante, son premier long : Diamond flash, film hybride mêlant mystère, comédie et super-héros, sort directement en ligne sur Filmin en 2011 ; il obtient des critiques élogieuses.
Son film suivant, le thriller La niña de fuego, histoire de chantages en chaîne pour offrir une robe à une petite fille malade, est à nouveau influencé par les personnages de bande dessinée (en l'occurrence la magical girl). Présenté dans plusieurs festivals internationaux (Toronto, Rotterdam, Angers...), il obtient la Coquille d'or à Saint-Sébastien tandis que Carlos Vermut obtient la Coquille d'argent du meilleur réalisateur. Le film séduit les critiques : Les Inrocks parlent ainsi du réalisateur comme d'un « continuateur doué d'Almodóvar (dans sa veine clinique) » et l'affiche française reprend une citation du même Pedro Almodóvar présentant le film comme "la révélation espagnole de ce siècle"[source insuffisante].
En 2017, Carlos Vermut tourne Quién te cantará en Andalousie, avec Najwa Nimri dans le rôle d'une chanteuse amnésique.

## Affaire de violences sexuelles
Le 26 janvier 2024, le journal El País publie une enquête dans laquelle trois femmes l'accusent d'agressions sexuelles. Les trois femmes  disent avoir été victimes de relations sexuelles violentes et non consenties entre mai 2014 et février 2022. Vermut affirme qu'il n'avait pas conscience d'avoir commis des violences sexuelles.

## Filmographie
- 2011 : Diamond Flash
- 2014 : La niña de fuego (Magical Girl)
- 2018 : Quién te cantará
- 2022 : Creaturas (Mantícora)

## Distinctions
- Festival international du film de Saint-Sébastien 2014 : Coquille d'or et Coquille d'argent du meilleur réalisateur pour La niña de fuego.